# Islip (New York)
Islip (voluit: Town of Islip) is een gemeente en stad (town) in Suffolk County aan de noordkant van Long Island in de Amerikaanse staat New York. De stad telt 339.938 inwoners en is daarmee de vierde grootste binnen de staat New York.

## Etymologie
De stad (en daarmee ook de huidige gemeente) is genoemd naar Islip, Northamptonshire in het Verenigd Koninkrijk.

## Geografie

### Dorpen en steden
Andere tot de gemeente behorende plaatsen zijn:
✝ betreft een plaats op Fire Island
| - Brightwaters - Islandia - Ocean Beach ✝ - Saltaire ✝ - Bay Shore - Bayport - Baywood - Bohemia - Brentwood | - Central Islip - East Islip - Great River - Hauppauge (deels in de gemeente Smithtown) - Holbrook (deels in de gemeente Brookhaven) - Holtsville (deels in de gemeente Brookhaven) - Islip (buitengebied) - Islip Terrace - Kismet ✝ | - Lake Ronkonkoma (deels in de gemeenten Brookhaven en Smithtown) - Lonelyville ✝ - North Bay Shore - North Great River - Oakdale - Ronkonkoma (deels in de gemeente Brookhaven) - Sayville - West Bay Shore | - West Islip - West Sayville - Atlantique ✝ - Captree - Corneille Estates ✝ - Dunewood ✝ - East Fire Island (Middle Island) - Edgewood - Fair Harbor ✝ | - Lakeland - Robbins Rest ✝ - Seaview ✝ - Sexton Island - West Fire Island (Thompson's Island) |

Islip grenst in het westen aan Babylon, in het oosten aan Brookhaven, in het noorden aan Smithtown en in het zuiden aan de Atlantische Oceaan.

### Parken
Naast diverse kleinere parken in de stad, liggen er vijf grote parken rondom Islip:
- Bayard Cutting Arboretum State Park
- Brentwood State Park
- Connetquot River State Park Preserve
- Heckscher State Park
- Robert Moses State Park

## Geschiedenis
Kolonist Matthias Nicoll verhuisde in 1664 van Islip, Northamptonshire in het Verenigd Koninkrijk naar New York. Later bouwde hij een klein landgoed op Long Island.
Zijn zoon, William Nicoll, erfde het landgoed en kocht het omliggende land in 1683 van Winne-quaheagh, Sachem (stamleider) van Connetquot, aan. Het landgoed strekte van East Islip naar Bayport. De huidige gemeente Islip, met alle bijbehorende plaatsen (met uitzondering van Fire Island), ligt op dit stuk land. Ook anderen hadden rechten op het landgoed, te weten Andrew Gibb (buitengebied van het huidige Islip), John Mowbray (het huidige Bay Shore), Stephan Van Cortlandt (Sagtikos Manor) en Thomas Willets (het huidige West Islip). Later kwamen er steeds meer mensen wonen.
In 1710 voerde de regering een wet door die er onder meer voor zorgde dat Islip een zogeheten supervisor (vergelijkbaar met burgemeester) kreeg, maar het dorp groeide pas écht tijdens de nasleep van de Amerikaanse Onafhankelijkheidsoorlog.

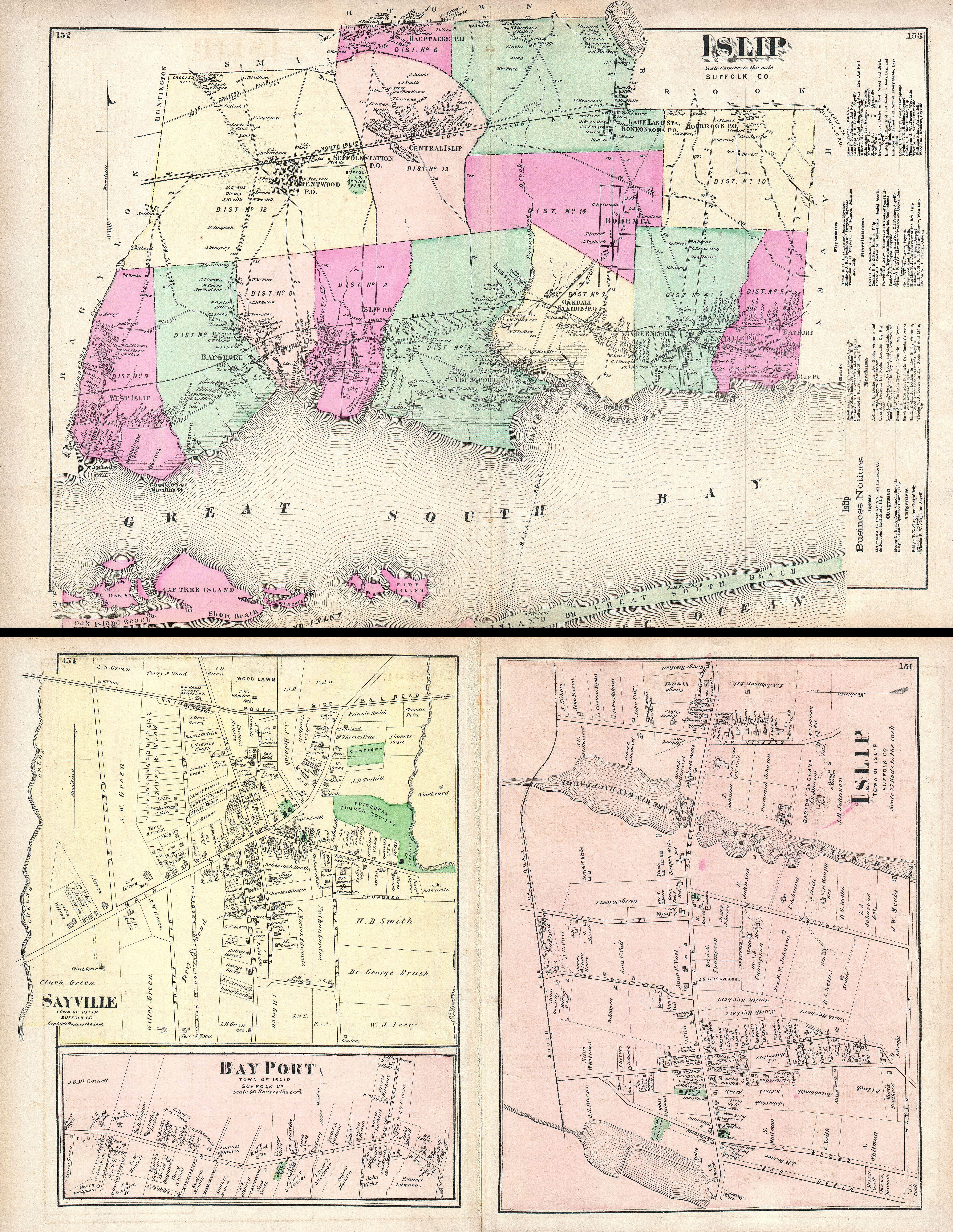
Kaart van Islip en Sayville (1873)

In 1825 werd er een vuurtoren op Fire Island gebouwd en in 1862 werd de eerste veerbootverbinding van Bay Shore naar Fire Island geopend. In 1867 bereikte de hoofdspoorlijn van de Long Island Rail Road Islip en er werd een station geopend. Na de komst van de spoorlijn steeg het toerisme gestaag. Het dorp werd rijker en er werden hotels gebouwd waarin toeristen konden verblijven. Sommige toeristen lieten er zelfs een tweede huis bouwen, zodat ze elke zomer over een eigen accommodatie beschikten.
Aan het begin van de twintigste eeuw werden de oude veerboten vervangen door nieuwere, snellere dieselboten en werden er huizen en bedrijven gebouwd op landbouwgrond. Tijdens de crisisjaren stortte de economie van Islip echter weer in. Pas na de Tweede Wereldoorlog bloeide het dorp weer op toen veteranen er gehuisvest moesten worden, omdat er in de stad New York een woningtekort was. Islip bloeide zelfs zó op dat het de bijnaam Slaapkamer van New York City kreeg. In 1950 woonden er nog 71.000 mensen, maar 1970 was dat al gestegen naar 280.000. Pas na 1970 remde de groei, toen men andere plekken ten oosten van Islip begon te ontdekken.

## Economie
Computer Associates is gevestigd in Islandia. Sigma heeft een kantoor in Ronkonkoma.

## Verkeer en vervoer

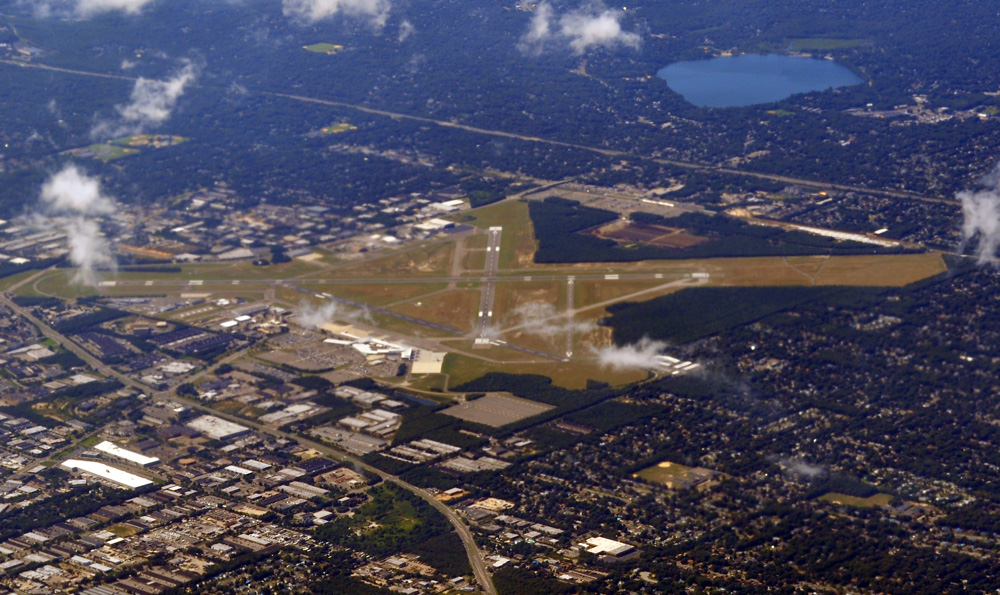
MacArthur Airport (2010)

### Vliegvelden
De gemeente Islip beschikt over een vliegveld in Ronkonkoma genaamd Long Island MacArthur Airport. Op dit vliegveld is tevens de luchtverkeersleiding van New York gevestigd. Ook is er een kleiner vliegveld genaamd Bayport Aerodrome, wat speciaal geschikt is voor museumvliegtuigen.

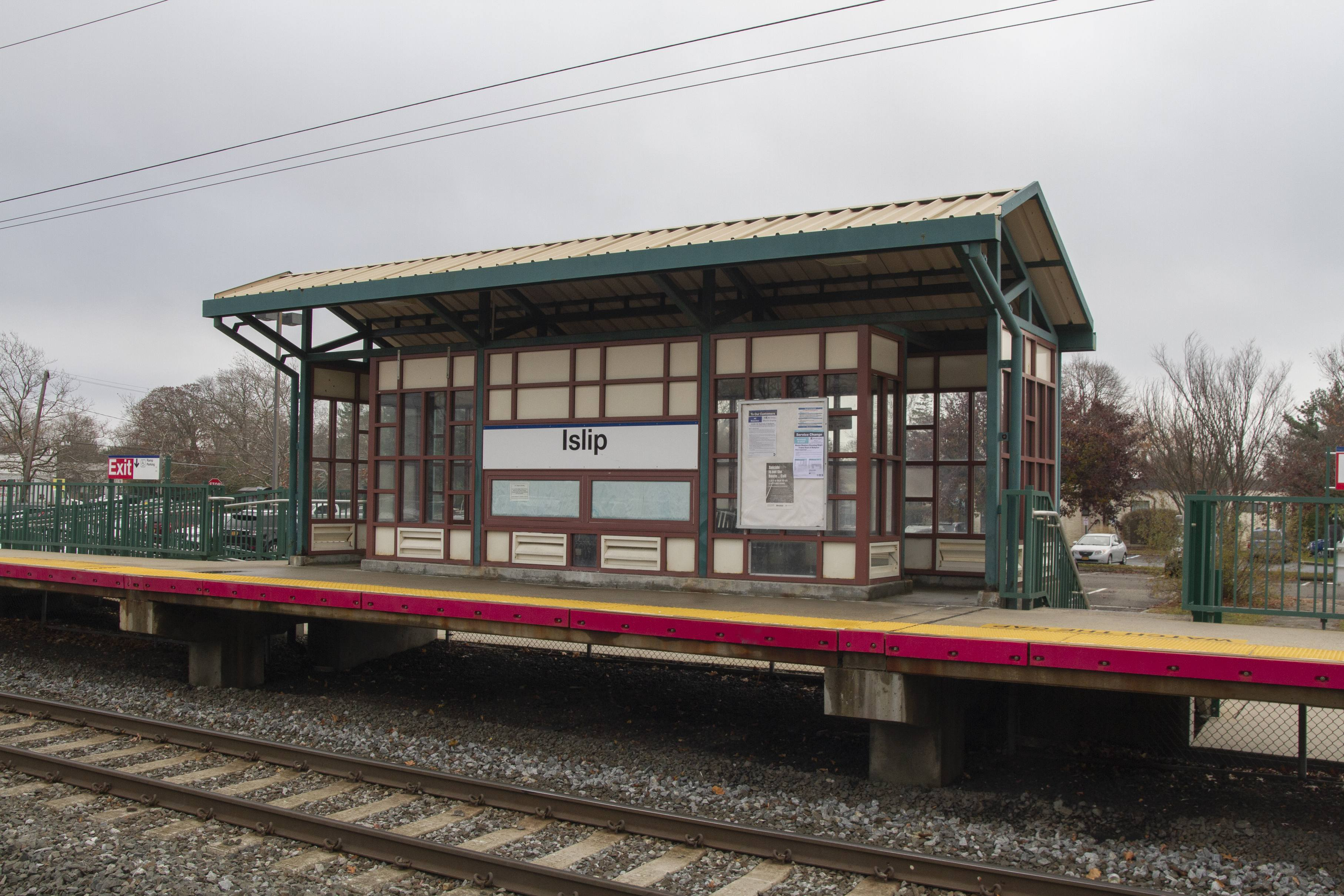
Station Islip

### Spoorlijnen
Er zijn zes stations in de gemeente Islip: Islip, Bay Shore, Sayville, Brentwood, Central Islip en Ronkonkoma. De eerste drie stations liggen langs de Montauklijn van de Long Island Rail Road; de andere langs de hoofdspoorlijn (Main Line).

### Buslijnen
De gemeente Islip wordt bediend door diverse buslijnen van Suffolk County Transit.

### Veerboten
Er zijn diverse veerbootverbindingen met Fire Island. Deze verbindingen worden zowel door lokale inwoners als toeristen gebruikt, daar Fire Island ook een populaire toeristische bestemming is.
Vanuit Bay Shore vertrekken dagelijks veerboten naar onder meer de plaatsen Atlantique, Dunewood, Fair Harbor, Kismet, Ocean Bay Park, Ocean Beach, Saltaire en Seaview.
Vanuit Sayville vertrekken eveneens dagelijks veerboten naar onder meer de plaatsen Cherry Grove, Fire Island Pines en Sailors Haven.

## Galerij

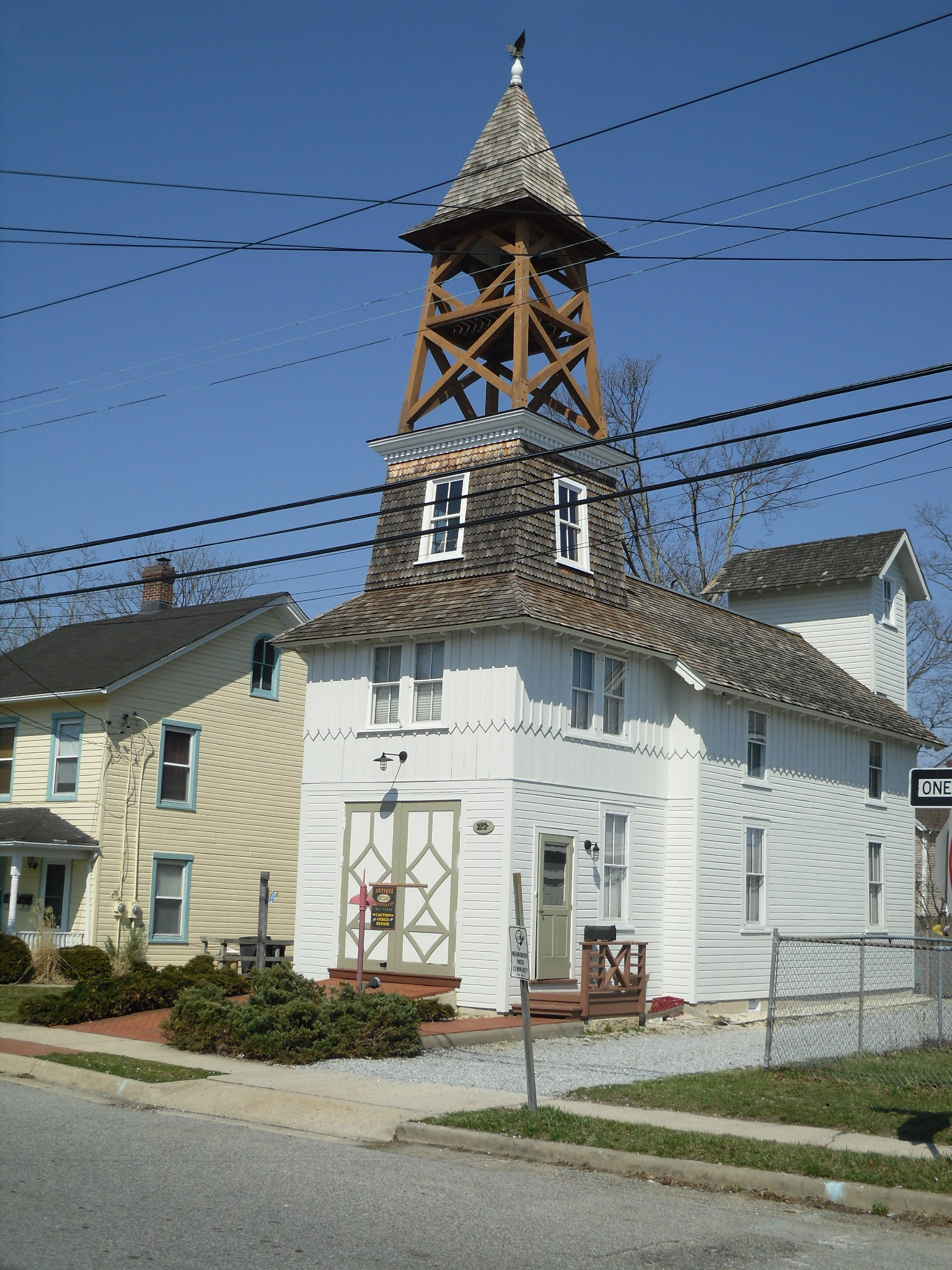
Kleine brandweerkazerne in Bay Shore
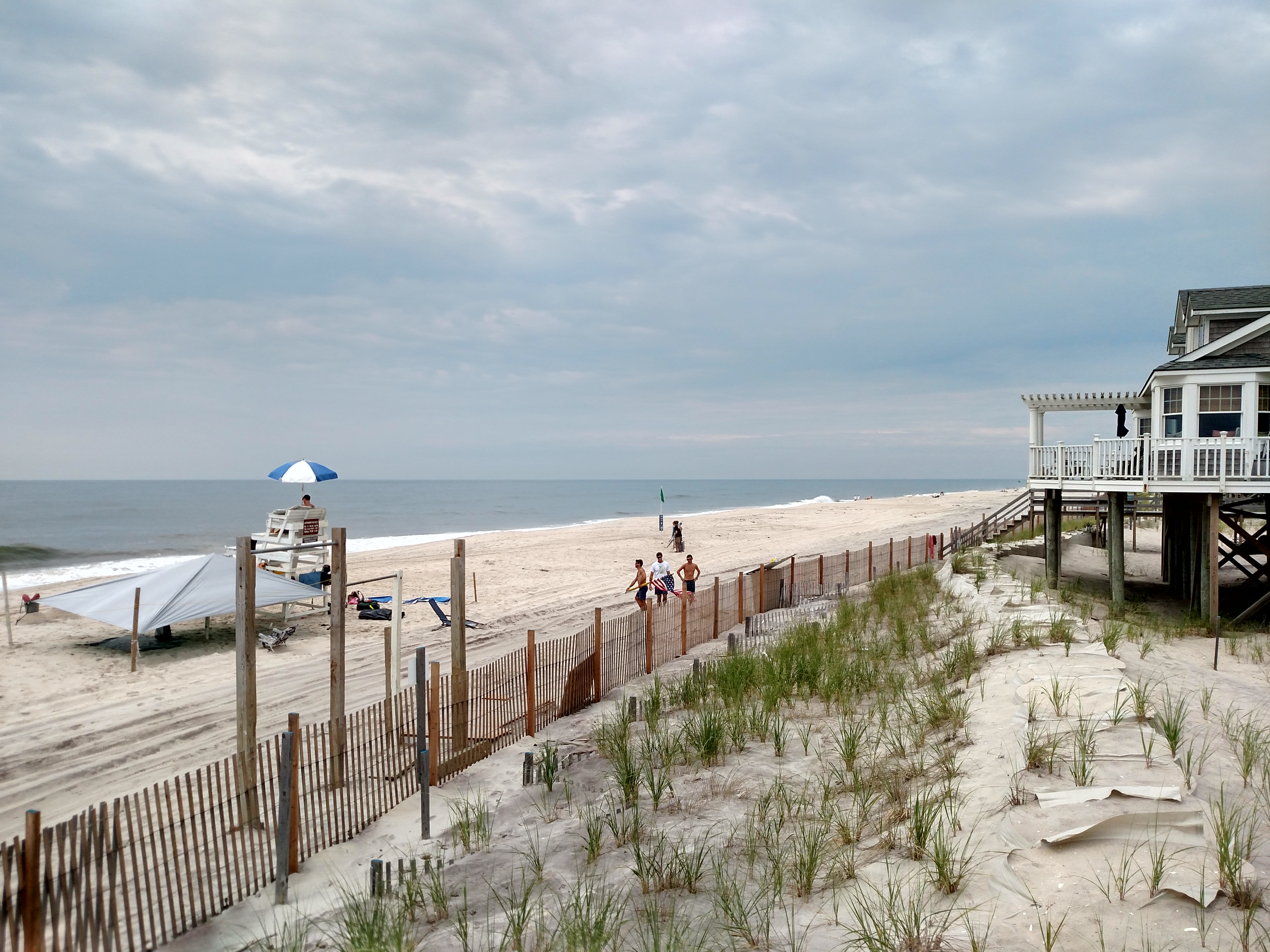
Duingebied in Dunewood (Fire Island)
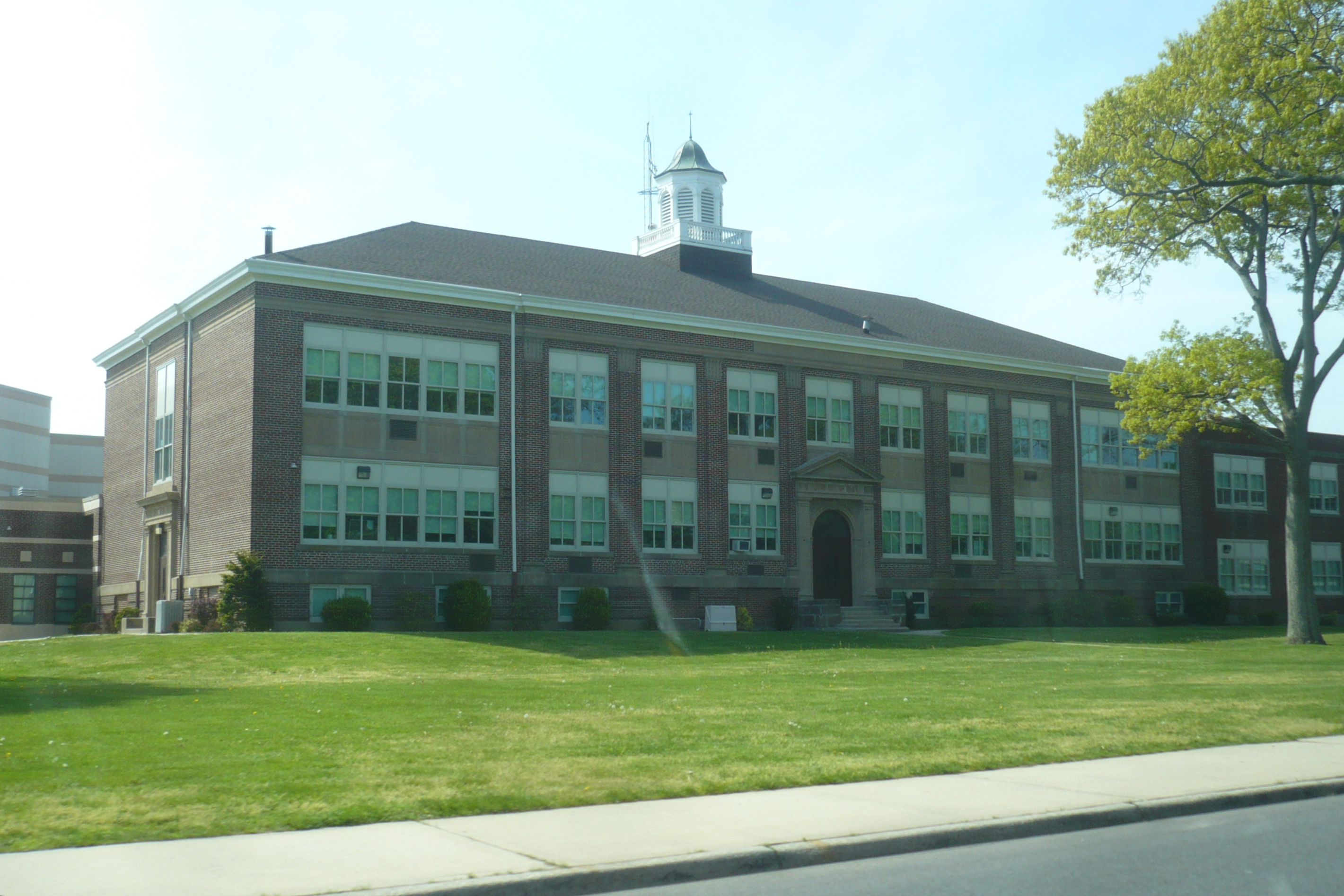
Blue Point High School in Bayport
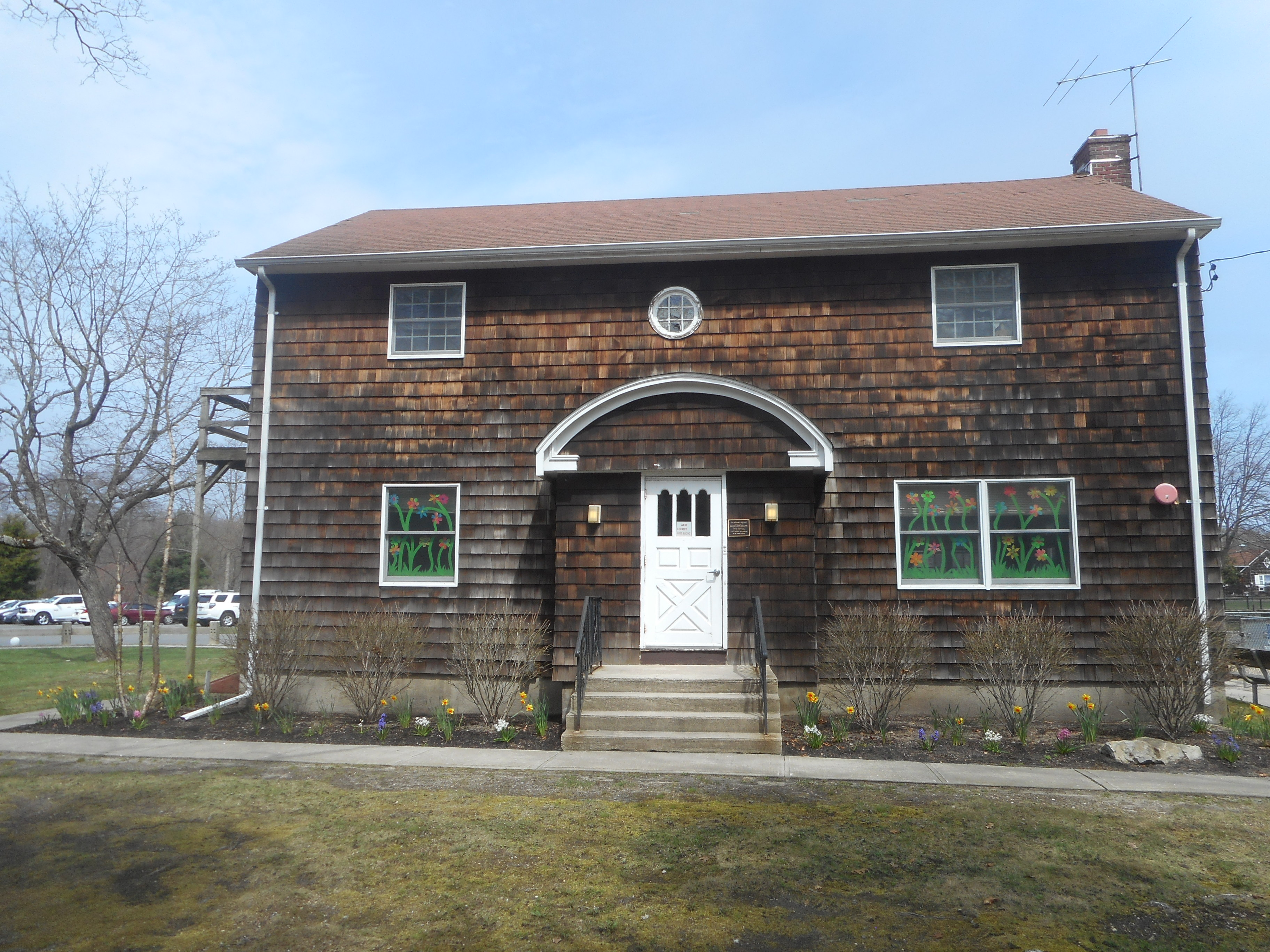
Seniorencentrum in East Islip
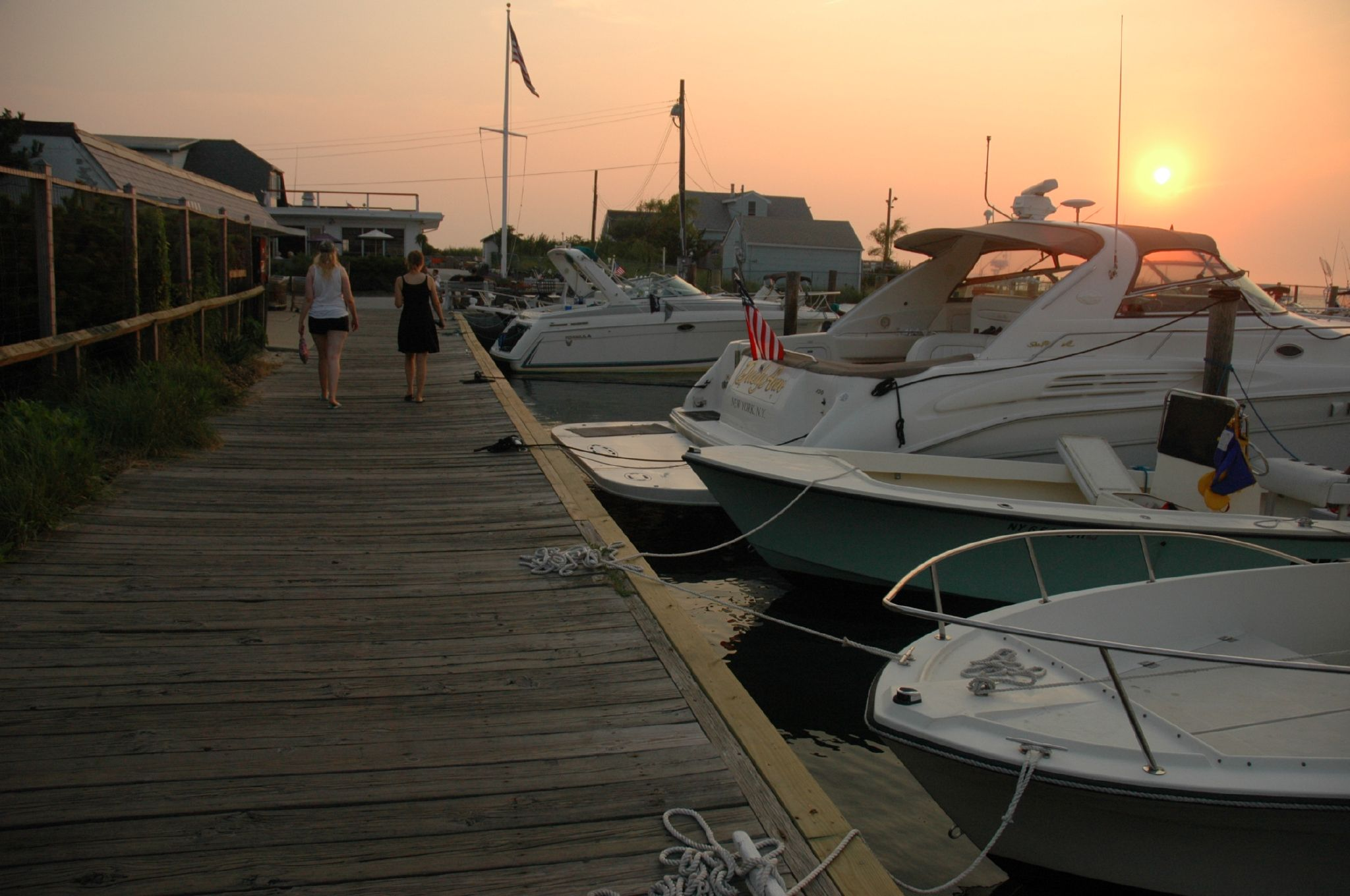
Boten in de haven van Kismet (Fire Island)
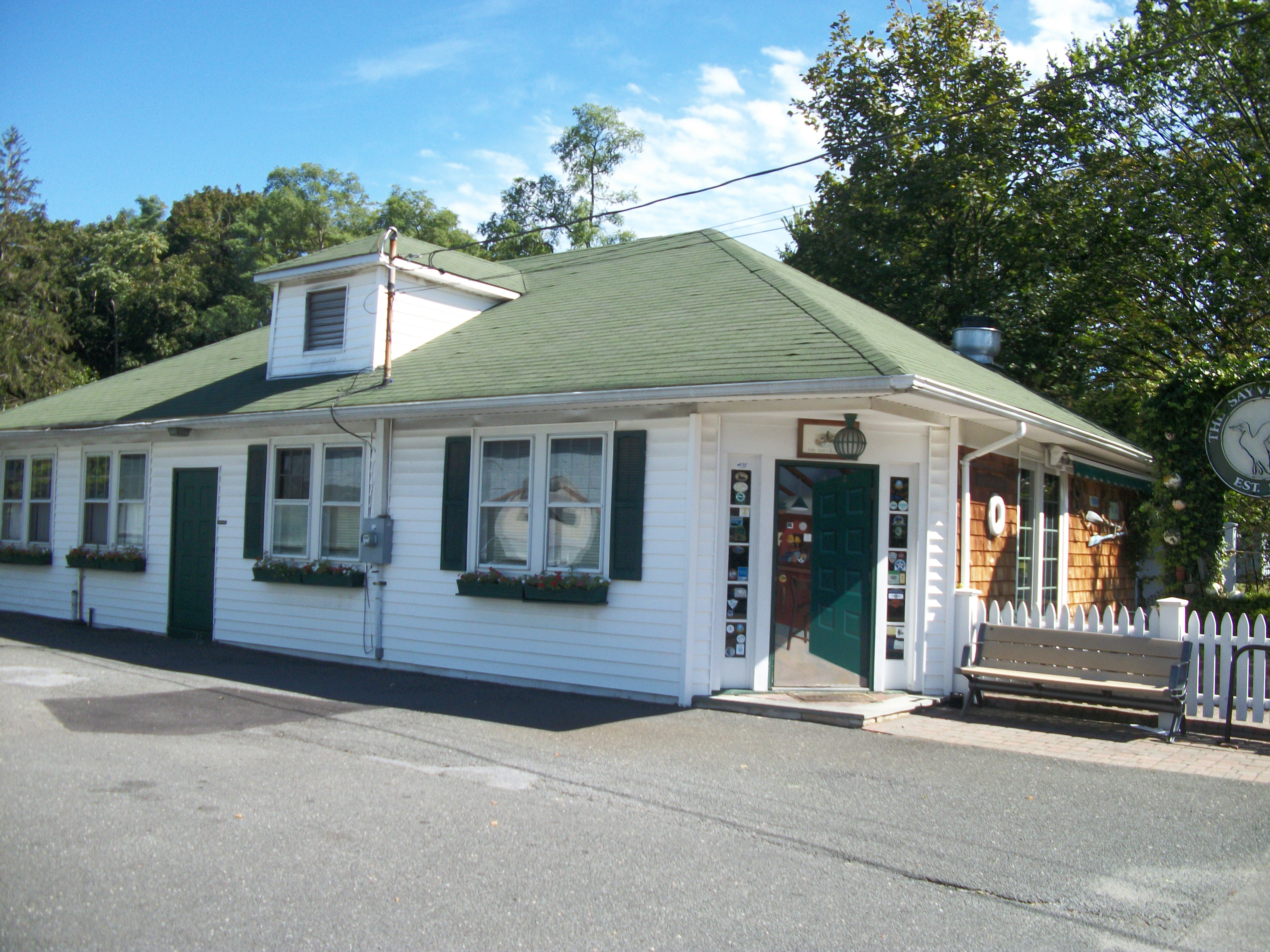
Taverne in Sayville
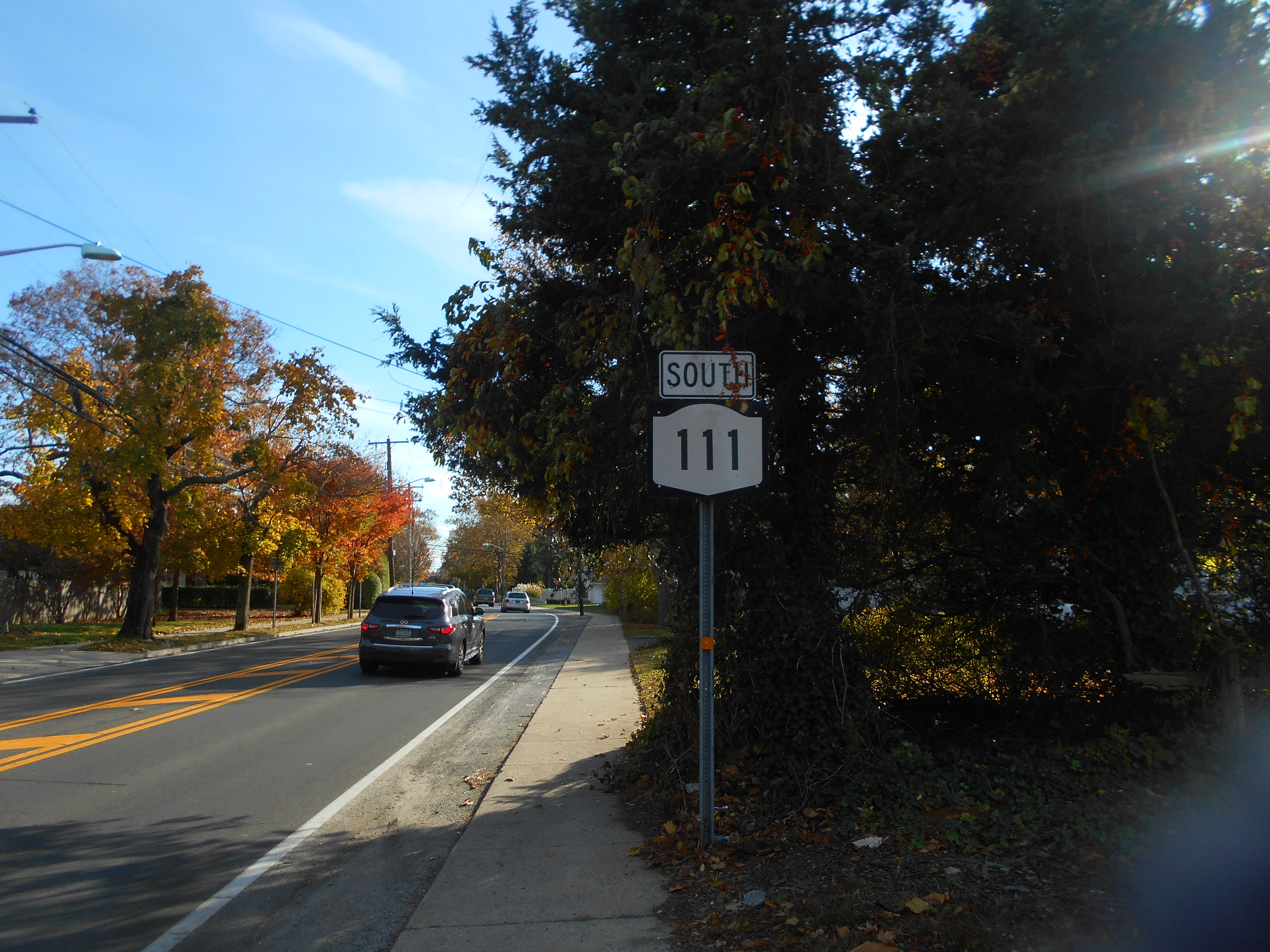
New York State Route 111 in Islip